# Табак крылатый
Таба́к крыла́тый (лат. Nicotiana alata), также , или табак декорати́вный, табак души́стый — вид декоративных травянистых растений из рода Табак семейства Паслёновые (Solanaceae). Широко используется в садоводстве как декоративное растение наряду с Табаком Сандер.

## Разновидности[1]
- Nicotiana alata f. rubella Moldenke, 1947
- Nicotiana alata var. grandiflora Comes, 1899
- Nicotiana alata var. persica (Lindl.) Comes, 1899

## Распространение и экология
В природе распространён в Южной (Аргентина, Боливия, Бразилия, Уругвай, Эквадор) и Центральной Америке (Гондурас и Мексика). Единичные образцы находят в США, в штате Миссури.
В горах Боливии отмечен на высотах до 3300 м над уровнем моря.
Культивируется как декоративное растение повсюду в мире.

## Описание

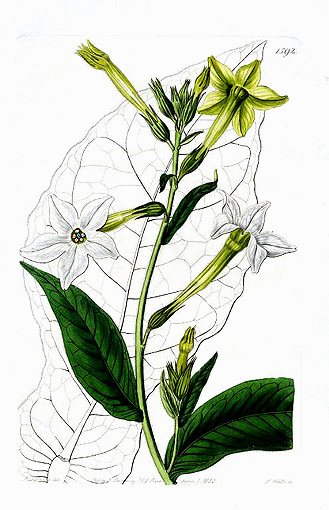
Табак крылатый. Ботаническая иллюстрация Сайденэма Эдвардса из книги Botanical Register: Consisting of Coloured Figures of Exotic Plants, Cultivated in British Gardens, 1815—1847

Табак крылатый — многолетнее травянистое растение, достигает в высоту 60—70 см. 

Все части растения покрыты волосками. 

Листья ланцетовидные, небольшого размера. 

Цветки белые, кремовые или карминовые; трубчатые, диаметром 5 см, длиной 7,5 см, собраны в соцветие — метёлку.

## Галерея
| Лист | Семена |  | Цветение |